# 똑똑한 소비자 리포트
《똑똑한 소비자 리포트》는 2007년 5월 4일부터 2018년 8월 17일까지 방송한 탐사보도 프로그램이었다.

## 기획 의도
소비자 참여를 통한 합리적 선택과 정보를 제공했던 탐사보도 프로그램이었다.

## 방송 일정
| 방송 채널 | 방송 기간                           | 방송 시간                            |
| --------- | ----------------------------------- | ------------------------------------ |
| KBS 1TV   | 2007년 5월 4일 ~ 2008년 11월 14일   | 매주 금요일 밤 10시 ~ 11시           |
| KBS 1TV   | 2009년 10월 23일 ~ 2011년 11월 4일  | 매주 금요일 밤 10시 ~ 10시 50분      |
| KBS 1TV   | 2011년 11월 11일 ~ 2016년 4월 22일  | 매주 금요일 저녁 7시 30분 ~ 8시 25분 |
| KBS 1TV   | 2016년 4월 29일 ~ 2018년 8월 17일   | 매주 금요일 저녁 7시 35분 ~ 8시 25분 |
| KBS 2TV   | 2008년 11월 19일 ~ 2009년 10월 14일 | 매주 수요일 밤 11시 5분 ~ 12시 5분   |

## 진행자
| 역대 (대수) | 진행자         | 진행 기간                         |
| ----------- | -------------- | --------------------------------- |
| 1대         | 오언종, 엄지인 | 2013년 4월 12일 ~ 10월 18일       |
| 2대         | 이영호, 엄지인 | 2013년 10월 25일 ~ 2015년 3월 6일 |
| 3대         | 고민정         | 2015년 3월 13일 ~ 2017년 1월 20일 |
| 4대         | 조수빈         | 2017년 2월 3일 ~ 5월 12일         |
| 5대         | 이지연(37기)   | 2018년 3월 23일 ~ 5월 25일        |
| 6대         | 이승연(29기)   | 2018년 6월 1일 ~ 8월 17일         |

## 주제
| “ | 1. 소비자의 눈으로 세상을 바꿉니다. | ” |

## 코너
- 지금 바로Q
- 가격의 자격

## 타이틀 변천사
| 역대 | 타이틀                 | 방송 기간                         |
| ---- | ---------------------- | --------------------------------- |
| 1대  | 이영돈PD의 소비자 고발 | 2007년 5월 4일 ~ 2008년 11월 14일 |
| 1대  | 소비자 고발            | 2008년 11월 19일 ~ 2013년 4월 5일 |
| 2대  | 똑똑한 소비자 리포트   | 2013년 4월 12일 ~ 2017년 5월 12일 |
| 2대  | 소비자 리포트          | 2018년 3월 23일 ~ 8월 17일        |